# Eurhynchium
Eurhynchium là một chi rêu trong họ Brachytheciaceae.